# Fillièvres
Fillièvres est une commune française située dans le département du Pas-de-Calais en région Hauts-de-France. Ses habitants sont appelés les Filliévrois.
La commune fait partie de la communauté de communes des 7 Vallées qui regroupe 66 communes et compte 29 425 habitants en 2022.

## Géographie

### Localisation
Localisée dans le sud du département du Pas-de-Calais, Fillièvres est une commune de la vallée de la Canche située, à vol d'oiseau, à 10 km au sud-est de la commune d'Hesdin-la-Forêt, à 14 km au sud-ouest de la commune de Saint-Pol-sur-Ternoise (aire d'attraction) et à 32 km au sud-ouest de la commune de Montreuil-sur-Mer (chef-lieu d'arrondissement).
Le territoire de la commune est limitrophe de ceux de onze communes.
Les communes limitrophes sont Willeman, Linzeux, Quœux-Haut-Maînil, Rougefay, Wail, Aubrometz, Blangerval-Blangermont, Buire-au-Bois, Conchy-sur-Canche, Galametz et Haravesnes.

### Géologie et relief
La superficie de la commune est de 20,43 km2 ; son altitude varie de 40  à   139 m.

### Hydrographie
Le territoire de la commune est situé dans le bassin Artois-Picardie.
La commune est traversée par le fleuve côtier la Canche, un cours d'eau naturel de 100,22 km, qui prend sa source dans la commune de Gouy-en-Ternois et se jette dans la Manche entre Étaples et Le Touquet-Paris-Plage.

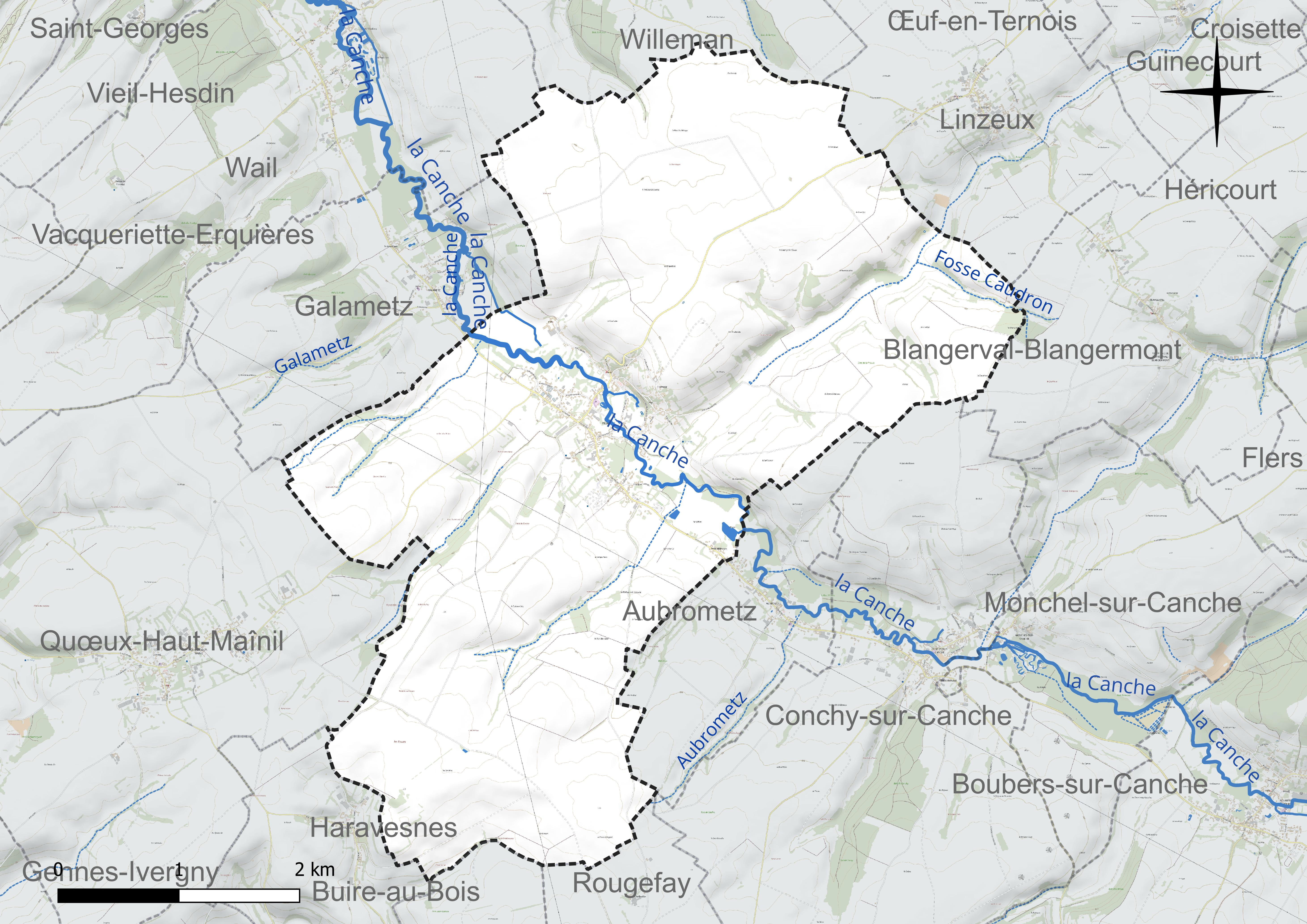
Réseau hydrographique de Fillièvres.

Un autre petit cours d'eau draine la commune, le ruisseau de Galametz, d'une longueur de 1,04 km, qui prend sa source dans la commune et se jette dans la Canche au niveau de la commune de Galametz.

### Climat
Pour des articles plus généraux, voir Climat des Hauts-de-France et Climat du Pas-de-Calais.
En 2010, le climat de la commune est de type climat océanique dégradé des plaines du Centre et du Nord, selon une étude du CNRS s'appuyant sur une série de données couvrant la période 1971-2000. En 2020, Météo-France publie une typologie des climats de la France métropolitaine dans laquelle la commune est exposée à un climat océanique et est dans la région climatique Côtes de la Manche orientale, caractérisée par un faible ensoleillement (1 550 h/an) ; forte humidité de l’air (plus de 20 h/jour avec humidité relative > 80 % en hiver), vents forts fréquents.
Pour la période 1971-2000, la température annuelle moyenne est de 10,1 °C, avec une amplitude thermique annuelle de 13,8 °C. Le cumul annuel moyen de précipitations est de 828 mm, avec 13 jours de précipitations en janvier et 8,8 jours en juillet. Pour la période 1991-2020, la température moyenne annuelle observée sur la station météorologique la plus proche, située sur la commune de Humières à 8 km à vol d'oiseau, est de 10,9 °C et le cumul annuel moyen de précipitations est de 856,9 mm,. Pour l'avenir, les paramètres climatiques de la commune estimés pour 2050 selon différents scénarios d'émission de gaz à effet de serre sont consultables sur un site dédié publié par Météo-France en novembre 2022.

### Paysages
Pour un article plus général, voir Paysage en France.
La commune s'inscrit dans les « paysages du Ternois » tels qu’ils sont définis dans l’atlas de paysages de la région Nord-Pas-de-Calais, conçu par la direction régionale de l'Environnement, de l'Aménagement et du Logement (DREAL),.
Ces paysages, qui concernent 138 communes avec trois pôles d’attraction que sont Hesdin à l'ouest, Saint-Pol-sur-Ternoise à l’est et, dans une moindre mesure, Frévent en lisière sud, sont délimités par deux cours d’eau : la Canche au Sud et la Ternoise au Nord. Ces paysages sont composés de plateaux, de vallées et de bocages. Les plateaux du Ternois montrent une structure tabulaire assez plane et une altitude assez régulière avec des points culminants entre 150  à   160 m.
Le territoire d’une vingtaine de kilomètres du Nord au Sud et d’Est en Ouest, est traversé par la D 939 reliant Saint-Pol-sur-Ternoise à Hesdin, par la D 912 entre Saint-Pol-sur-Ternoise et Frévent et par la ligne ferroviaire de Saint-Pol-sur-Ternoise à Étaples dans la vallée de la Canche. La position excentrée, en l’absence de grands axes autoroutiers ou ferrés structurants, a permis au Ternois de conserver un caractère rural et une certaine qualité de paysage.
Au niveau de l’occupation des sols, les surfaces cultivées sont omniprésentes sur les plateaux, avec majoritairement la culture de la betterave et de la pomme de terre, et représentent près de 72 % de la surface totale de ces paysages du Ternois, les espaces artificialisés, cantonnés dans les fonds de vallée, représentent 13 % et les surfaces boisées, présentes dans les deux principales vallées de la Ternoise et de la Canche, ne représentent que 6 %.

### Milieux naturels et biodiversité

#### Zone naturelle d'intérêt écologique, faunistique et floristique
L’inventaire des zones naturelles d'intérêt écologique, faunistique et floristique (ZNIEFF) a pour objectif de réaliser une couverture des zones les plus intéressantes sur le plan écologique, essentiellement dans la perspective d’améliorer la connaissance du patrimoine naturel national et de fournir aux différents décideurs un outil d’aide à la prise en compte de l’environnement dans l’aménagement du territoire.
Le territoire communal comprend une ZNIEFF de type 2 : la haute vallée de la Canche et ses versants en amont de Sainte-Austreberthe qui se situe dans le pays du Ternois. Il offre un relief de coteau abrupt au Nord et des pentes douces au Sud. Le fond de vallée est constitué de pâturages et de zones de cultures. Les versants les plus pentus et inaccessibles accueillent des boisements.

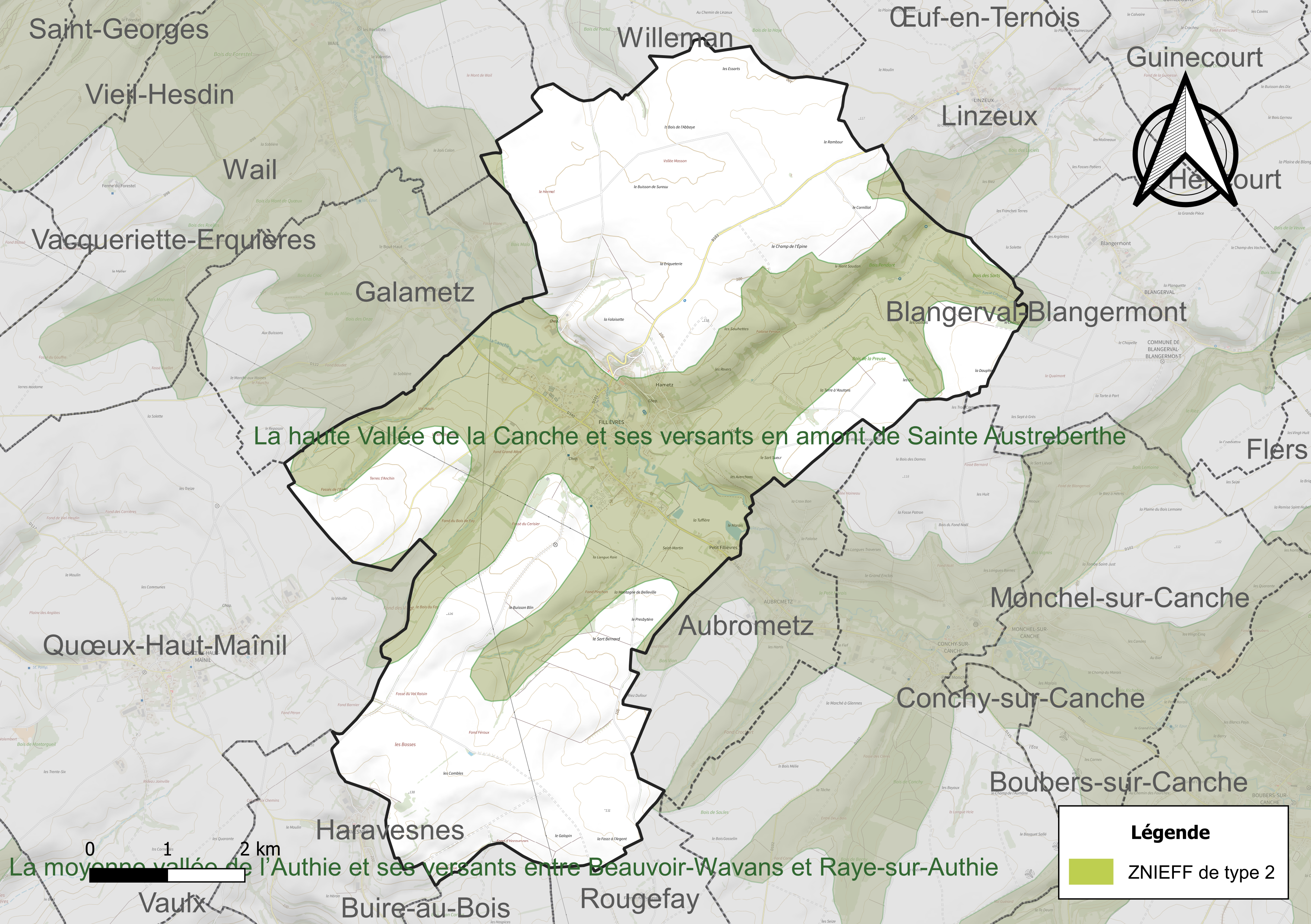
Carte de la ZNIEFF sur la commune.

#### Statut biogéographique des espèces
Le site de l’Inventaire national du patrimoine naturel (INPN) présente la liste exhaustive sur le statut biogéographique des 323 espèces faunistiques et floristiques recensées sur le territoire de la commune.

## Urbanisme

### Typologie
Au 1er janvier 2024, Fillièvres est catégorisée commune rurale à habitat dispersé, selon la nouvelle grille communale de densité à sept niveaux définie par l'Insee en 2022.
Elle est située hors unité urbaine. Par ailleurs la commune fait partie de l'aire d'attraction de Saint-Pol-sur-Ternoise, dont elle est une commune de la couronne,. Cette aire, qui regroupe 72 communes, est catégorisée dans les aires de moins de 50 000 habitants,.

### Occupation des sols
L'occupation des sols de la commune, telle qu'elle ressort de la base de données européenne d’occupation biophysique des sols Corine Land Cover (CLC), est marquée par l'importance des territoires agricoles (96 % en 2018), une proportion sensiblement équivalente à celle de 1990 (96,5 %). La répartition détaillée en 2018 est la suivante : 
terres arables (73,8 %), prairies (20 %), zones urbanisées (4 %), zones agricoles hétérogènes (2,2 %). L'évolution de l’occupation des sols de la commune et de ses infrastructures peut être observée sur les différentes représentations cartographiques du territoire : la carte de Cassini (XVIIIe siècle), la carte d'état-major (1820-1866) et les cartes ou photos aériennes de l'IGN pour la période actuelle (1950 à aujourd'hui).

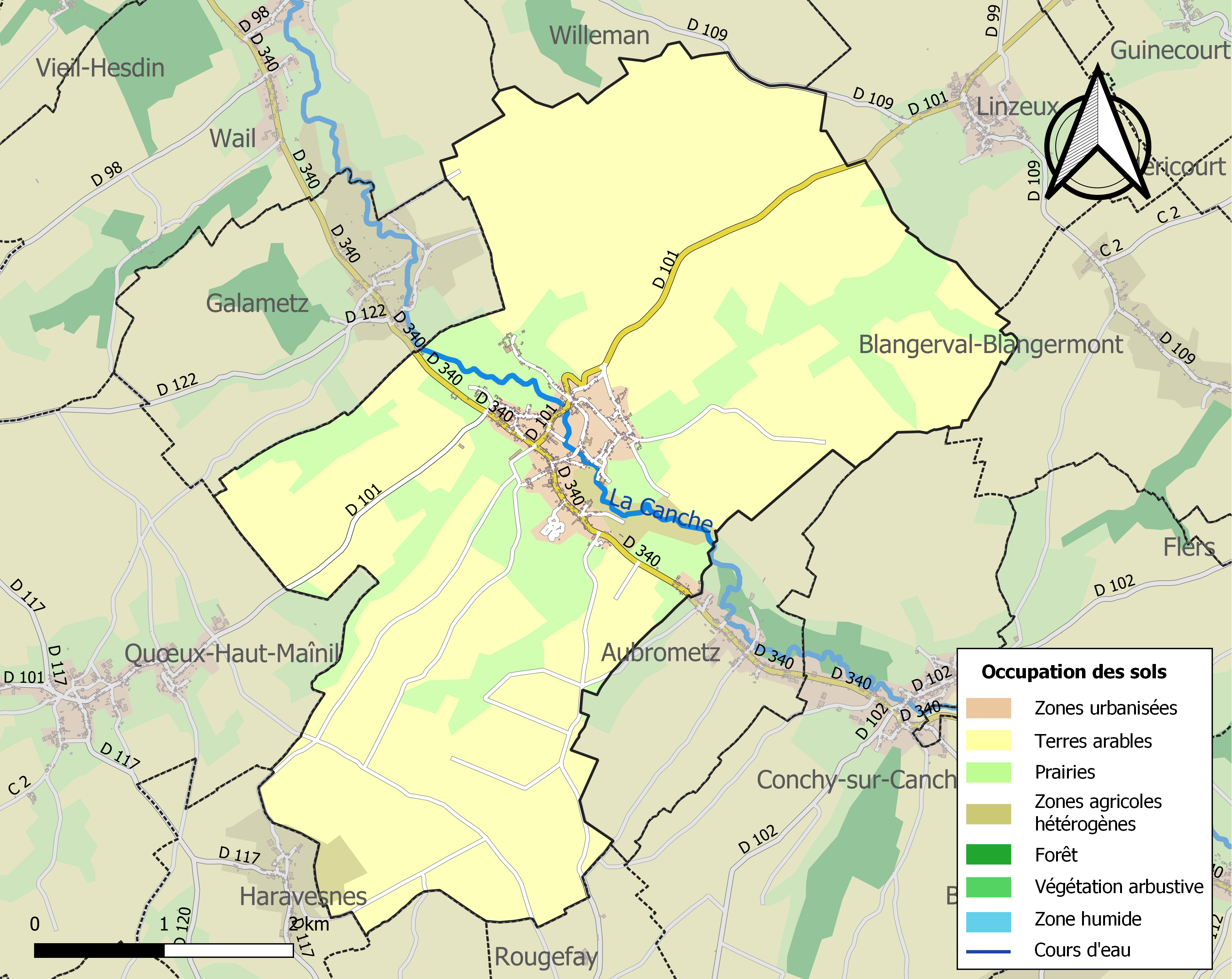
Carte des infrastructures et de l'occupation des sols de la commune en 2018 (CLC).

### Voies de communication et transports

#### Voies de communication
La commune est desservie par les routes départementales D 101 et D 340 reliant Frévent et Hesdin.

#### Transport ferroviaire
La commune se trouve à 13 km, au sud-est, de la gare d'Hesdin, située sur la ligne de Saint-Pol-sur-Ternoise à Étaples, desservie par des trains TER Hauts-de-France.

## Toponymie
Le nom de la localité est attesté sous les formes Ferieræ, Fereveræ, Fereves, Feriveres, Ferivers au XIIe siècle ; Ferives, Ferieves en 1113 ; Fereviæ en 1139 ; Fiereves en 1238 ; Fierieves en 1239 ; Feriewes en 1295 ; Ferieves, Filieres en 1296 ; Fierives en 1314 ; Firieves en 1381 ; Foeuilleves en 1469 ; Feriefves en 1507 ; Ferrennes en 1518; Fillievres en 1793 ;  Fillievres et Fillièvres depuis 1801.

## Politique et administration

### Découpage territorial
La commune se trouve, depuis 2007, dans l'arrondissement de Montreuil du département du Pas-de-Calais, auparavant, depuis 1801, elle se trouvait dans l'arrondissement de Saint-Pol, puis de l'arrondissement d'Arras depuis 1926.

#### Commune et intercommunalités
La commune était membre de la communauté de communes de Canche Ternoise créée fin 1992.
Celle-ci fusionne le 1er janvier 2014 avec la communauté de communes du val de Canche et d'Authie et celle de l'Hesdinois pour former la communauté de communes des 7 Vallées, dont est désormais membre la commune.

#### Circonscriptions administratives
La commune est rattachée au canton d'Auxi-le-Château. Avant le redécoupage cantonal de 2014, elle était, depuis 1801, rattachée au canton de Wail puis au canton du Parcq depuis 1816.

#### Circonscriptions électorales
Pour l'élection des députés, la commune fait partie de la quatrième circonscription du Pas-de-Calais.

### Élections municipales et communautaires

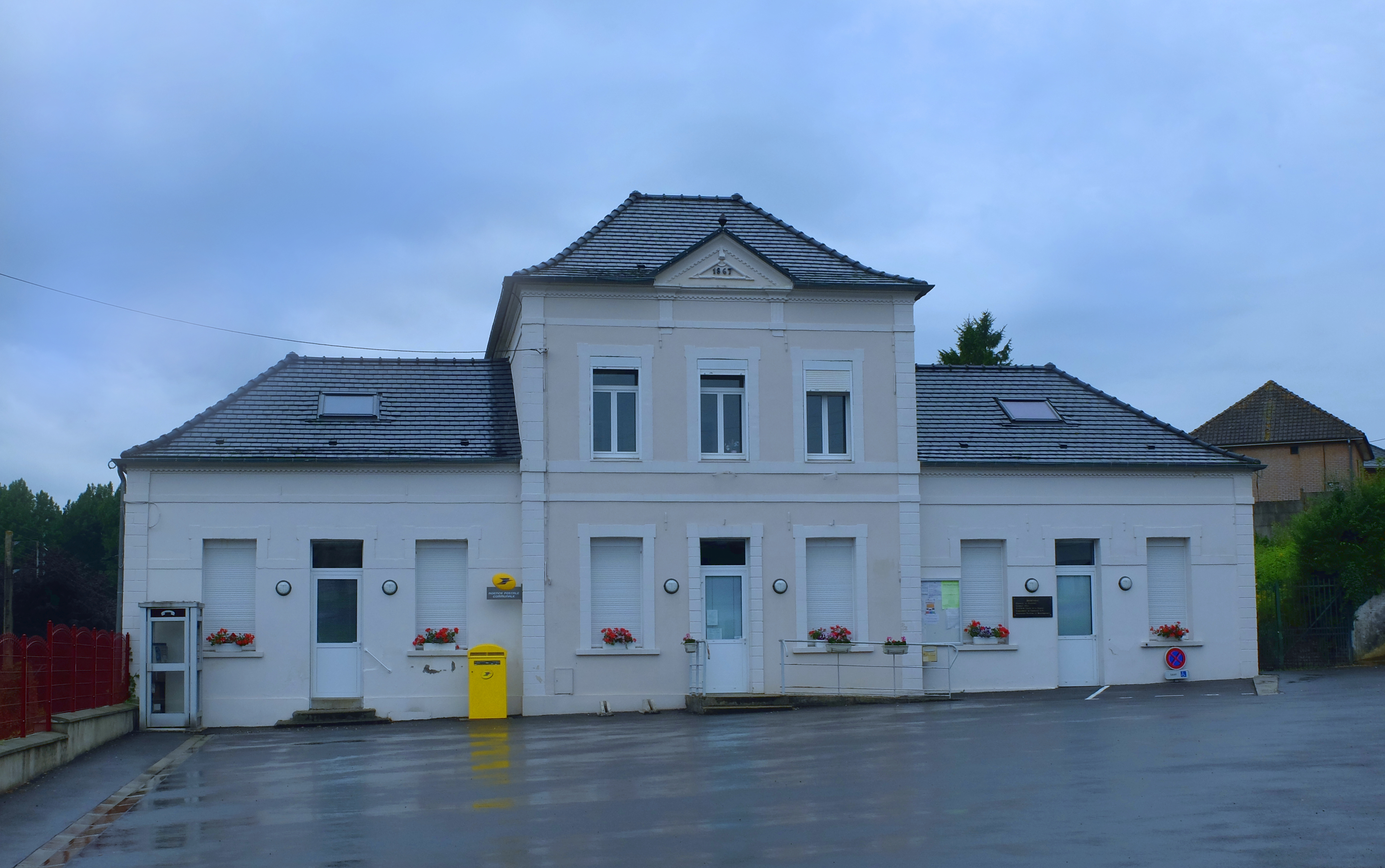
La mairie.

#### Liste des maires
| Période                                  | Période | Identité       | Étiquette | Qualité                                        |
| ---------------------------------------- | ------- | -------------- | --------- | ---------------------------------------------- |
| Les données manquantes sont à compléter. |         |                |           |                                                |
|                                          |         |                |           |                                                |
| mars 2001                                | 2008    | Claude Merchez |           |                                                |
| mars 2008                                | 2018    | Marc Bué       |           | Mort en fonction                               |
| septembre 2018                           | 2020    | Jim Dourlens   |           | Ancien artisan Réélu pour le mandat 2020-2026, |

## Équipements et services publics

### Enseignement
La commune est située dans l'académie de Lille et dépend, pour les vacances scolaires, de la zone B.
Elle administre une école primaire en regroupement pédagogique intercommunal (RPI 10).

### Justice, sécurité, secours et défense
La commune dépend du tribunal judiciaire d'Arras, du conseil de prud'hommes d'Arras, de la cour d'appel de Douai, du tribunal de commerce d'Arras, du tribunal administratif de Lille, de la cour administrative d'appel de Douai, du pôle nationalité du tribunal judiciaire d’Arras et du tribunal pour enfants d'Arras.

## Population et société

### Démographie
Les habitants de la commune sont appelés les Filliévrois.

#### Évolution démographique
L'évolution du nombre d'habitants est connue à travers les recensements de la population effectués dans la commune depuis 1793. Pour les communes de moins de 10 000 habitants, une enquête de recensement portant sur toute la population est réalisée tous les cinq ans, les populations de référence des années intermédiaires étant quant à elles estimées par interpolation ou extrapolation. Pour la commune, le premier recensement exhaustif entrant dans le cadre du nouveau dispositif a été réalisé en 2008.

En 2022, la commune comptait 512 habitants, en évolution de +2,2 % par rapport à 2016 (Pas-de-Calais : −0,72 %, France hors Mayotte : +2,11 %).
| 1793 | 1800  | 1806 | 1821 | 1831  | 1836  | 1841 | 1846 | 1851 |
| ---- | ----- | ---- | ---- | ----- | ----- | ---- | ---- | ---- |
| 900  | 1 004 | 940  | 974  | 1 057 | 1 001 | 951  | 963  | 992  |

| 1856 | 1861 | 1866 | 1872 | 1876 | 1881 | 1886 | 1891 | 1896 |
| ---- | ---- | ---- | ---- | ---- | ---- | ---- | ---- | ---- |
| 941  | 964  | 973  | 913  | 848  | 838  | 807  | 730  | 718  |

| 1901 | 1906 | 1911 | 1921 | 1926 | 1931 | 1936 | 1946 | 1954 |
| ---- | ---- | ---- | ---- | ---- | ---- | ---- | ---- | ---- |
| 711  | 672  | 667  | 600  | 550  | 513  | 524  | 550  | 568  |

| 1962 | 1968 | 1975 | 1982 | 1990 | 1999 | 2006 | 2008 | 2013 |
| ---- | ---- | ---- | ---- | ---- | ---- | ---- | ---- | ---- |
| 573  | 548  | 535  | 539  | 536  | 499  | 518  | 523  | 504  |

| 2018 | 2022 | - | - | - | - | - | - | - |
| ---- | ---- | - | - | - | - | - | - | - |
| 517  | 512  | - | - | - | - | - | - | - |

#### Pyramide des âges
La population de la commune est relativement âgée.
En 2018, le taux de personnes d'un âge inférieur à 30 ans s'élève à 31,7 %, soit en dessous de la moyenne départementale (36,7 %). À l'inverse, le taux de personnes d'âge supérieur à 60 ans est de 38,0 % la même année, alors qu'il est de 24,9 % au niveau départemental.
En 2018, la commune comptait 253 hommes pour 264 femmes, soit un taux de 51,06 % de femmes, légèrement inférieur au taux départemental (51,5 %).
Les pyramides des âges de la commune et du département s'établissent comme suit.
| Hommes | Classe d’âge | Femmes |
| ------ | ------------ | ------ |
| 1,2    | 90 ou +      | 1,1    |
| 8,3    | 75-89 ans    | 15,5   |
| 25,7   | 60-74 ans    | 23,9   |
| 19,0   | 45-59 ans    | 18,9   |
| 11,5   | 30-44 ans    | 11,4   |
| 17,4   | 15-29 ans    | 15,2   |
| 17,0   | 0-14 ans     | 14,0   |

| Hommes | Classe d’âge | Femmes |
| ------ | ------------ | ------ |
| 0,5    | 90 ou +      | 1,6    |
| 5,6    | 75-89 ans    | 8,9    |
| 16,7   | 60-74 ans    | 18,1   |
| 20,2   | 45-59 ans    | 19,2   |
| 18,9   | 30-44 ans    | 18,1   |
| 18,2   | 15-29 ans    | 16,2   |
| 19,9   | 0-14 ans     | 17,9   |

## Culture locale et patrimoine

### Lieux et monuments
- L'église Notre-Dame[34]. Elle héberge cinq éléments patrimoniaux, répertoriés dans la base Palissy, classés ou inscrits au titre d'objet des monuments historiques, dont deux sont classés[35].
- La chapelle Notre-Dame-du-Mont-Carmel[34].
- Le monument aux morts[36].
- Le cimetière  militaire britannique sur le chemin d'Hesdin à Frévent au lieu-dit la Croix[37].
- Le patrimoine de la Seconde Guerre mondiale étudié par le service de l'Inventaire général du patrimoine culturel des Hauts-de-France dans le cadre de son opération sur le patrimoine de la Seconde Guerre mondiale dans le canton du Parcq, 2011.

Le patrimoine militaire du canton du Parcq se compose, en majeure partie, d’infrastructures construites par l’Organisation Todt pour le compte de l’armée allemande dans le cadre du déploiement de l’arme V1 dans la région (sites de lancement de V1, postes de commandement de batterie et sites de stockage). Chaque batterie de tir était placée sous l'autorité d'un poste de commandement. Celui-ci était localisé dans un bunker abri-casernement semi-enterré de forme standardisée. On compte deux postes de commandement de batterie sur le canton : celui de la batterie 5 à Vieil-Hesdin, dans le bois de Saint-Georges, et celui de la batterie 6 dans les environs de Fillièvres (localisation encore incertaine).

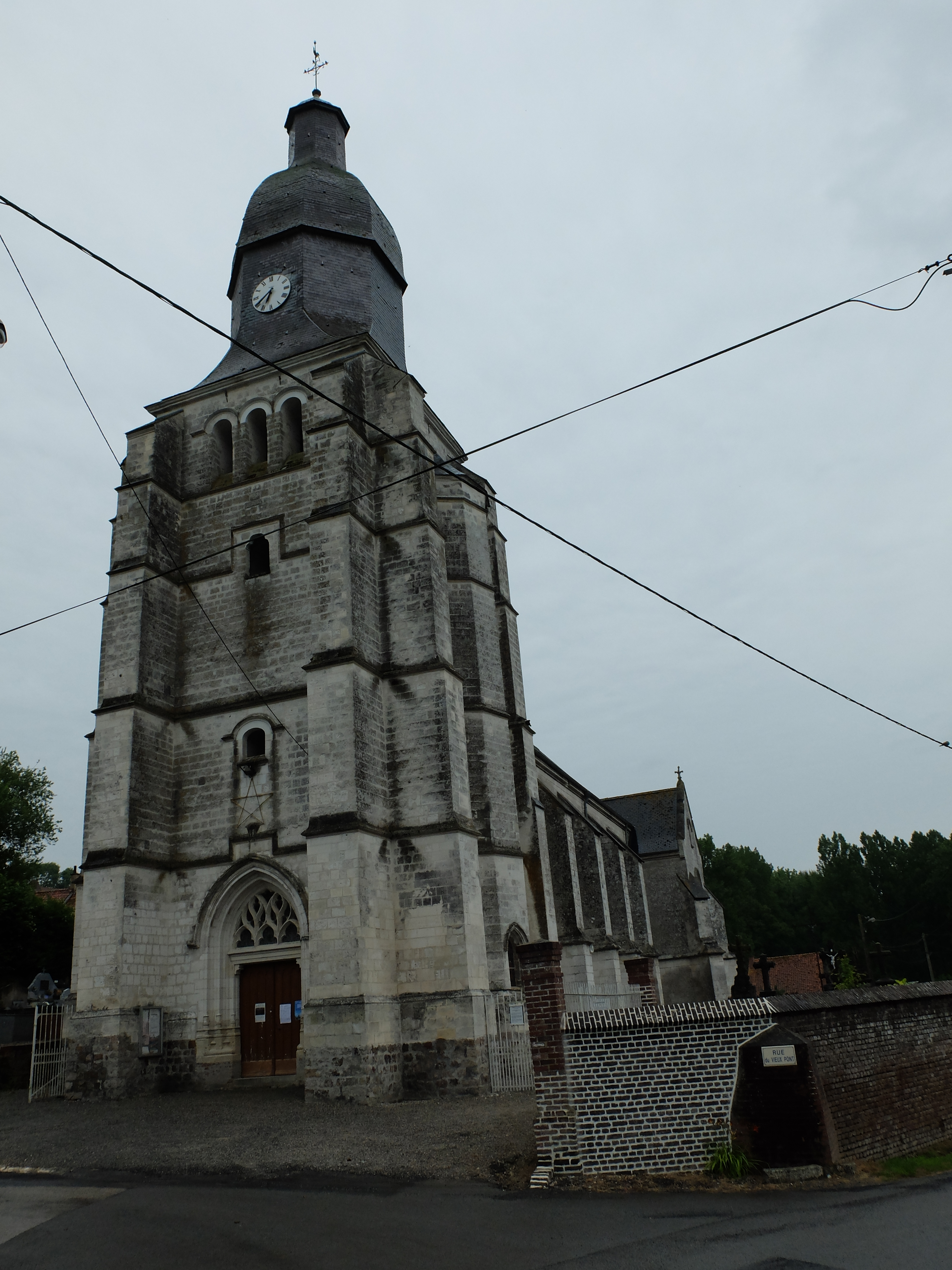
L'église.
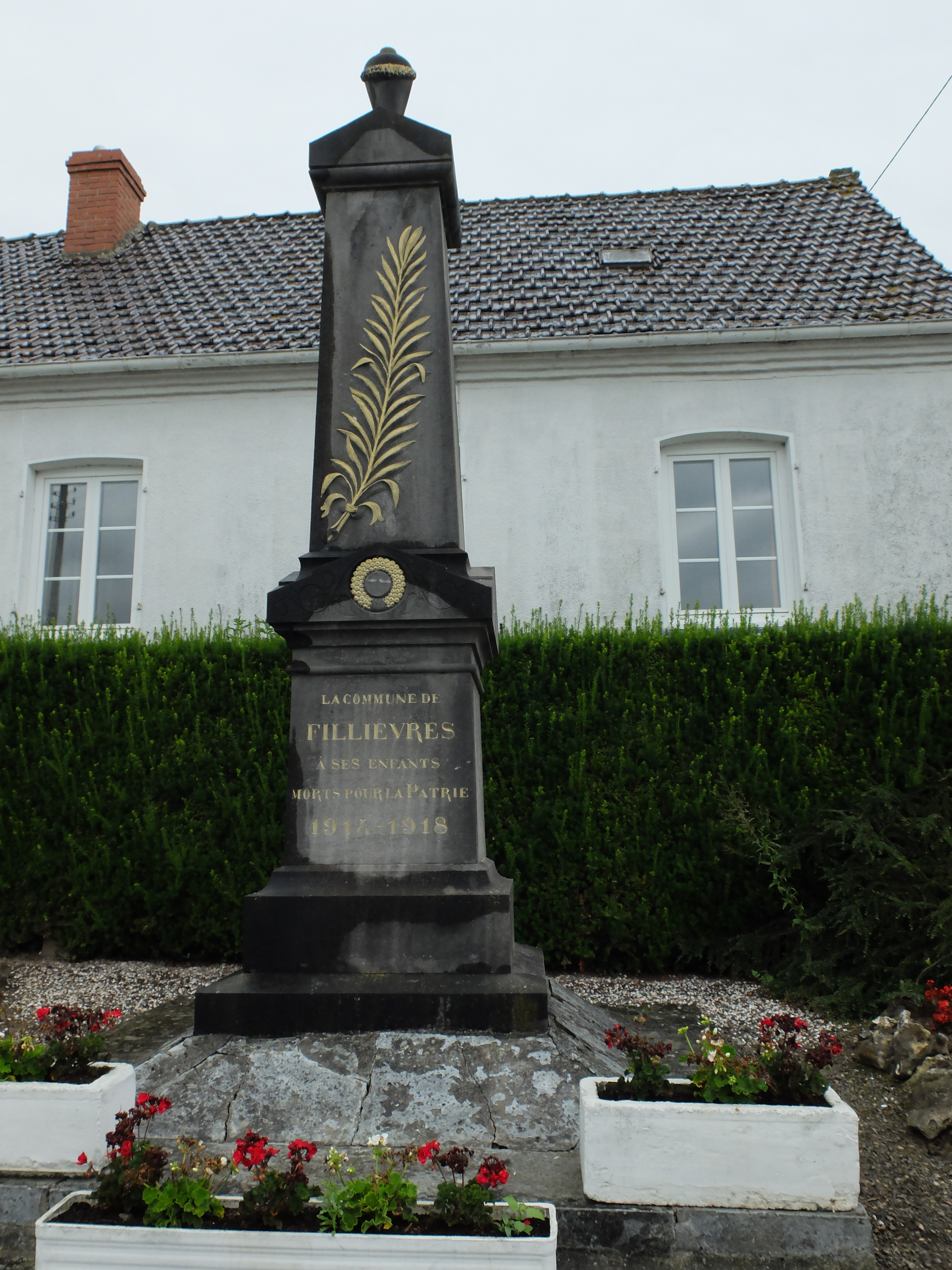
Le monument aux morts.

### Héraldique
| Blason de Fillièvres | Blason  | D'azur au chevron d'argent accompagné de trois amphores du même.          |
| Blason de Fillièvres | Détails | Blason des Van der Laen. Le statut officiel du blason reste à déterminer. |

## Pour approfondir